# Join Us!
「Join Us!」（ジョイナス）は、Little Glee Monsterの6作目のデジタル・シングル。2022年12月14日にソニー・ミュージックレコーズから配信。

## 概要
新メンバーとして、ミカ・結海・miyouが加入し6人体制となったLittle Glee Monsterの初の楽曲。
- これまで数々のLittle Glee Monsterの楽曲に携わってきた、いしわたり淳治・中村泰輔による新たな幕開けにふさわしいポジティブなバイブスに溢れた楽曲。また本曲は、2022年7月から11月にかけて開催された新メンバーオーディション「M∞NSTER AUDITION」の終盤に課題曲としても歌唱されていた。

## 収録曲
| #  | 曲名     | 作詞           | 作曲     | 編曲     | 時間 | 備考         |
| -- | -------- | -------------- | -------- | -------- | ---- | ------------ |
| 01 | Join Us! | いしわたり淳治 | 中村泰輔 | 中村泰輔 | 3:27 | MV - YouTube |

## ライブ映像作品
| 曲名     | 公演                                         |
| -------- | -------------------------------------------- |
| Join Us! | Little Glee Monster Live Tour 2023 “Fanfare” |
| Join Us! | Little Glee Monster Live Tour 2024 “UNLOCK!” |
| Join Us! | Little Glee Monster 10th Anniversary Live    |

## Little Glee Monster Live Tour 2023 Join Us!
『Little Glee Monster Live Tour 2023 Join Us!』は、Little Glee Monsterが2023年に開催されたツアー。

### 概要
- ツアーのチケットは、FC会員限定で先行抽選されその後一般販売が開始した。
- 本公演は2022年11月にミカ・結海・miyouが加入した新体制として初のツアー。例年開催される作品を引っさげてのツアーでは無かったため、5人体制時に披露されなかった『君のこと』を披露するなど新たな挑戦となるツアーとなった。

### セットリスト
東京・J:COMホール八王子公演
1. Join Us!
2. Hurry up!!
3. magic!
4. Jupiter
5. いつかこの涙が
6. 君のこと
7. Baby Baby
8. Waves
9. Million Miles
10. ECHO
11. 世界はあなたに笑いかけている
12. SAY!!!

### 日程
| 年     | 公演日  | 曜日 | 都市   | 会場                      | 備考                                  |
| ------ | ------- | ---- | ------ | ------------------------- | ------------------------------------- |
| 2023年 | 1月7日  | 土曜 | 東京都 | 昭和女子大学 人見記念講堂 | 各公演、昼・夜の2公演ずつ開催された。 |
| 2023年 | 1月8日  | 日曜 | 東京都 | 昭和女子大学 人見記念講堂 | 各公演、昼・夜の2公演ずつ開催された。 |
| 2023年 | 1月28日 | 土曜 | 大阪府 | オリックス劇場            | 各公演、昼・夜の2公演ずつ開催された。 |